# 영국 야구 국가대표팀
영국 야구 국가대표팀은 국제 경기에 영국을 대표하여 참가하는 야구 국가대표팀이다. 2023년 월드 베이스볼 클래식 경기에서 처음으로 본선 진출에 성공했다.

## 월드 베이스볼 클래식
- 2013년 3회 대회 : 예선 탈락
- 2017년 4회 대회 : 예선 탈락
- 2023년 5회 대회 : 16위
- 2026년 6회 대회 : 본선 진출

## 야구 월드컵
- 1938년 1회 대회(영국) : 1위
- 2009년 38회 대회(유럽) : 15위

## 유럽야구선수권대회
- 1967년 10회 대회(벨기에) : 2위
- 1971년 12회 대회(이탈리아) : 7위
- 1989년 21회 대회(프랑스) : 7위
- 1991년 22회 대회(이탈리아) : 8위
- 1997년 25회 대회(프랑스) : 9위
- 1999년 26회 대회(이탈리아) : 9위
- 2001년 27회 대회(독일) : 10위
- 2003년 28회 대회(네덜란드) : 9위
- 2005년 29회 대회(체코) : 7위
- 2007년 30회 대회(스페인) : 2위
- 2010년 31회 대회(독일) : 8위
- 2012년 32회 대회(네덜란드) : 11위
- 2016년 34회 대회(네덜란드) : 9위